# Матвеев, Николай Степанович (Герой Советского Союза)
Никола́й Степа́нович Матве́ев (1907—1945) — подполковник Рабоче-крестьянской Красной Армии, участник Великой Отечественной войны, Герой Советского Союза (1945).

## Биография
Николай Матвеев родился в 1907 году в Санкт-Петербурге. После окончания семи классов школы работал слесарем на заводе. В 1929 году Матвеев был призван на службу в Рабоче-крестьянскую Красную армию. В 1938 году он окончил Высшие курсы политсостава. С июля 1941 года — на фронтах Великой Отечественной войны.
К январю 1945 года подполковник Николай Матвеев руководил политотделом 1-го механизированного корпуса 2-й гвардейской танковой армии 1-го Белорусского фронта. Отличился во время освобождения Польши. В период с 15 по 19 января 1945 года Матвеев принял активно участие в боях за освобождение пятнадцати городов и большого количества небольших населённых пунктов. В тех боях получил тяжёлые ранения, от которых скончался 24 февраля 1945 года.
Указом Президиума Верховного Совета СССР от 6 апреля 1945 года подполковник Николай Матвеев посмертно был удостоен высокого звания Героя Советского Союза. Также был награждён орденами Ленина, Красного Знамени, Отечественной войны 1-й степени, Красной Звезды, медалью.